# 尾崎彰宏
尾崎 彰宏（おざき あきひろ、1955年9月17日 - ）は、日本の美術史学者、東北大学教授。専門はネーデルラント美術を中心とした西洋美術史。

## 来歴
福井市生まれ。東北大学文学部美術史学科卒。1983年同大学院文学研究科博士課程後期退学、東北大学文学部助手、弘前大学教養部講師、助教授、人文学部教授、2000年４月東北大学大学院文学研究科教授。2021年３月定年にて退職。名誉教授。同年７月、東北大学総長特命教授

## 著書
- 『レンブラント工房 絵画市場を翔けた画家』講談社選書メチエ 1995
- 『レンブラントのコレクション 自己成型への挑戦』三元社 2004
- 『レンブラント、フェルメールの時代の女性たち 女性像から読み解くオランダ風俗画の魅力』小学館 2008
- 『ゴッホが挑んだ「魂の描き方」 レンブラントを超えて』小学館101ビジュアル新書 2013
- 『静物画のスペクタクル:オランダ美術にみる鑑賞者・物質性・脱領域』三元社 2021

監修・編者代表
- 『西洋絵画の巨匠5 フェルメール』小学館 2006。画集解説
- 『フェルメールと風俗画の巨匠たち』小学館 2015。図版解説
- 『ネーデルラント美術の魅力：ヤン・ファン・エイクからフェルメールへ』ありな書房 2015　監修・解説・プロローグ・エピローグ・第5章を担当。
- 座小田豊共編『今を生きる 東日本大震災から明日へ!復興と再生への提言 1　人間として』東北大学出版会 2012
- 『ネーデルラント美術の光輝：ロベール・カンパンから、レンブラント、そしてヘリット・ダウへ』ありな書房　2017
- Christoper Craig, Enrico Fongaro and Akihiro Ozaki (eds.), How to Learn?: Nippon/Japan as Object, Nippon/Japan as Method, Mimesis, 2017.

### 翻訳
- ステファン・ファン・ラーイ編『模倣と霊感 : オランダ美術にあたえた日本の影響』D'Arts 1989。図版解説を訳
- レイモンド・クリバンスキー、フリッツ・ザクスル、パノフスキー『土星とメランコリー』田中英道監修・加藤雅之・榎本武文と共訳、晶文社 1991
- エリック・ラルセン『風景画家レンブラント 新しいヴィジョン』大谷尚文共訳 法政大学出版局 叢書・ウニベルシタス 1992
- ケネス・クラーク『レンブラントとイタリア・ルネサンス』芳野明共訳 法政大学出版局 叢書・ウニベルシタス 1992、新装版2015
- マイケル・J.パーソンズ『絵画の見方 美的経験の認知発達』加藤雅之共訳 法政大学出版局 1996、新装版2015
- ジョセフ・ヒリス・ミラー『イラストレーション』加藤雅之共訳 法政大学出版局 1996
- 『レンブラント』新潮社（新潮美術CD-ROM）ボイジャー 1997。電子出版、解説を担当訳
- ポール・バロルスキー『庭園の牧神 ミケランジェロとイタリア・ルネサンスの詩的起源』法政大学出版局・叢書ウニベルシタス 2001
- アーウィン・パノフスキー 『パンドラの匣 変貌する一神話的象徴をめぐって』阿部成樹、菅野晶共訳　法政大学出版局・叢書ウニベルシタス 2001。※ドーラ夫人との共著
- カーレル・ファン・マンデル『「北方画家列伝」注解』中央公論美術出版 2014。幸福輝、廣川暁生、深谷訓子と共編訳

## 参考
- [ISBN　978-4-09-823025-9]
- 『現代日本人名録』2002年